# William Lowndes Yancey
Pour les articles homonymes, voir Yancey.
William Lowndes Yancey (10 août 1814 - 27 juillet 1863) était un journaliste, homme politique et diplomate américain.
En 1849, Yancey est un fervent partisan de John Caldwell Calhoun et un adversaire intransigeant du compromis de 1850. Orateur brillant, il est un des leaders pro-esclavagistes lors de la convention démocrate de 1860 et membre du groupe extrémiste connu sous le nom des cracheurs de feu (Fire-Eaters). Il s'oppose à Stephen A. Douglas et contribue à diviser le parti démocrate lors de l'
élection présidentielle de 1860
Pendant la guerre civile, Yancey est nommé par le président confédéré Jefferson Davis à la tête d'une délégation diplomatique dans la tentative d'obtenir la reconnaissance officielle de l'indépendance du Sud par les États européens. Yancey échoue dans cette mission et revient en Amérique en 1862. Il est élu au Sénat des États confédérés, où il critique fréquemment l'Administration Davis. Souffrant de problèmes de santé pendant la majeure partie de sa vie, Yancey meurt pendant la guerre à l'âge de 48 ans.